# Mười chín tháng Tám
"Mười chín tháng Tám" là một ca khúc thuộc thể loại nhạc đỏ của nhạc sĩ Xuân Oanh. "Mười chín tháng Tám" được biểu diễn tại quảng trường Nhà hát lớn Hà Nội vào đúng ngày 19 tháng 8 năm 1945, là ngày kỉ niệm Cách mạng tháng Tám thành công nhằm giành lại chính quyền của Việt Nam. Ngay sau khi sáng tác, ca khúc nhận được sự đón nhận tích cực từ người dân Việt Nam. "Mười chín tháng Tám" được xem là một ca khúc tiêu biểu của Xuân Oanh.

## Bối cảnh và sáng tác
Sáng sớm ngày 19 tháng 8 năm 1945, cùng với dòng người đổ về Quảng trường Ba Đình, nhạc sĩ Xuân Oanh khi đó mới 22 tuổi và đang tham gia trong một tổ chức tuyên truyền cách mạng của Việt Minh. Theo nhạc sĩ chia sẻ, "Mười chín tháng Tám" là tác phẩm được ông viết trong thời điểm biểu tình giành lại chính quyền của quần chúng nhân dân Việt Nam. Vừa đi trong đoàn biểu tình, Xuân Oanh vừa sáng tác lời và nhạc một cách "ào ạt, tuôn ra". Ông vội vàng tìm một mẩu giấy từ vỏ bao thuốc lá để ghi chép lại, đồng thời vừa đi ông vừa bắt nhịp cho đoàn biểu tình hát những câu nhạc đầu tiên. Cứ mỗi khi hát xong một câu, ông lại viết tiếp câu sau cho đến hết bài. Những đoạn nhạc chưa cảm thấy hợp lý, mọi người sẽ can thiệp, góp ý Xuân Oanh sửa  cả phần nhạc và phần lời. Khi đoàn biểu tình tới quảng trường Nhà hát lớn Hà Nội, bài hát được hoàn thành.
Theo báo Xây dựng Đảng, "Mười chín tháng Tám" lại là ca khúc bắt nguồn từ thực tế cuộc sống của người dân Việt Nam lúc bấy giờ trước hoàn cảnh bị áp bức, bóc lột của thực dân Pháp và Đế quốc Nhật Bản khiến hơn 2 triệu người dân bị chết đói trong 2 năm 1944, 1945.

## Biểu diễn
Chỉ trong buổi chiều ngày sáng tác xong, ca khúc đã được được lan tỏa, phổ biến rộng rãi từ Bắc vào Nam của Việt Nam, thậm chí là từ thành thị đến nông thôn.  Sau đó ít ngày, "Mười chín tháng Tám" được phát liên tục trên Đài Tiếng nói Việt Nam vào thời điểm Hồ Chí Minh đọc Tuyên ngôn Độc lập tại Quảng trường Ba Đình ngày 2 tháng 9 năm 1945, do đó trở thành bài hát gắn liền với ngày lễ này đối với nhiều người dân Việt Nam.

### Sự việc liên quan
Năm 2022, trong chương trình nghệ thuật "Sao tháng Tám" chào mừng ngày Quốc khánh Việt Nam được truyền hình trực tiếp, ca sĩ Khánh Thy bị chỉ trích khi trình diễn "Mười chín tháng Tám". Cụ thể, Khánh Thy bị nhận xét hát "thiếu sự ổn định, cột hơi yếu, lạc tông, liên tục chênh phô khi lên nốt cao". Cô còn phải nhìn phần lời ca khúc được ghi lại trên lòng bàn tay.
Phần lớn khán giả cho rằng Khánh Thy có "thái độ hời hợt, thiếu trân trọng với ca khúc, với tính lịch sử được gửi gắm qua bài hát và chương trình." Trước phản ứng của dư luận, Khánh Thy đã lên tiếng xin lỗi, trong khi phần trình diễn này vẫn bị chỉ trích trên các diễn đàn âm nhạc. Ca sĩ Thái Thùy Linh bày tỏ lo ngại sau sự việc này có thể tiếp tay cho việc hát nhép sẽ được sử dụng tối đa ở hầu hết chương trình truyền hình, nhất là khi việc này không còn bị xử phạt ở Việt Nam. Nghệ sĩ ưu tú Thanh Lam cho rằng "Khánh Thy còn là ca sĩ nghiệp dư nên không thể quy chụp hay có cái nhìn tiêu cực đối với giới ca sĩ". Đồng thời, Thanh Lam nhận định rằng phần lỗi trong vụ việc cũng thuộc về đạo diễn chương trình.

## Nhận định
"Mười chín tháng Tám" được viết trên giọng Sol trưởng nhằm có được tính chất "hào hùng". Theo báo Đảng Cộng Sản Việt Nam, ca khúc chỉ được sáng tác trong 10 câu ngắn gọn nhưng có sự "chỉn chu" về khúc thức về hình thức hai đoạn đơn với nhịp điệu hành khúc đậm chất hào hùng, khỏe mạnh, với ca từ "mộc mạc".  Đoạn 1 có 4 câu, đoạn 2 là điệp khúc có 6 câu.  Báo Xây dựng Đảng cho biết bài hát đã khích lệ, động viên toàn nhân dân Việt Nam "vùng dậy đấu tranh" giành độc lập, tự do cho đất nước. Theo VOV, trong âm nhạc âm nhạc Việt Nam, hiếm có bài hát nào được đặt tên từ chính một ngày cụ thể – "Mười chín tháng Tám".

## Di sản
Cho đến ngày nay, "Mười chín tháng Tám" vẫn được biểu diễn hàng năm vào dịp kỷ niệm Cách mạng Tháng Tám thành công ngày 19 tháng 8 và ngày Quốc khánh Việt Nam ngày 2 tháng 9. Bài hát cũng là sáng tác đứng đầu cụm tác phẩm giúp cho Xuân Oanh được Giải thưởng Nhà nước về Văn học nghệ thuật. Bài hát được xem là sản phẩm của cuộc khởi nghĩa, phong trào đấu tranh giành độc lập dân tộc của mọi tầng lớp nhân dân Việt Nam.